# Tramkule (Pomerania)
Tramkule [pronunciación en polaco: /tramˈkulɛ/] es un asentamiento ubicado en el distrito administrativo de Gmina Stara Kiszewa, dentro del Condado de Kościerzyna, Voivodato de Pomerania, en Polonia del norte. Se encuentra aproximadamente a 8 kilómetros al suroeste de Stara Kiszewa, a 19 kilómetros al sur de Kościerzyna, y a 59 kilómetros al suroeste de la capital regional Gdańsk.
Para detalles de la historia de la región, vea Historia de Pomerania.